# Verkehrsbegleitgrün

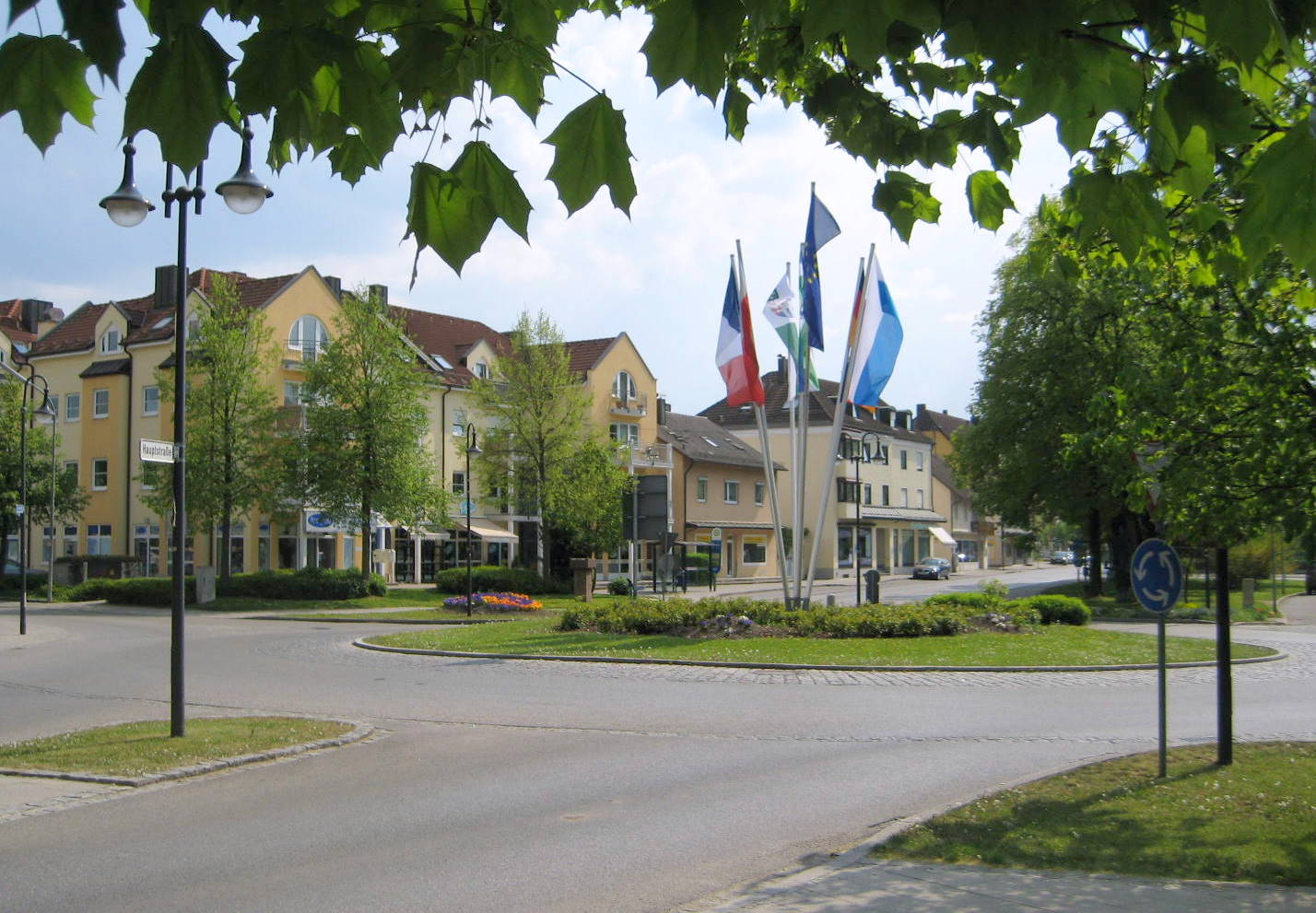
Straßenbegleitgrün an einem Kreisverkehr

Verkehrsbegleitgrün (auch Weg- oder Straßenbegleitgrün) ist ein Sammelbegriff für sämtliche zu einem Verkehrsweg gehörenden Grünflächen und Gehölzpflanzungen.

## Pflanzen
Typische Bepflanzungen sind Bäume, Gräser oder Sträucher (beispielsweise Gewöhnliche Schneebeere, Wolliger Schneeball und Alpen-Johannisbeere). In Deutschland ist seit März 2020 nach §40 Bundesnaturschutzgesetz für Pflanzungen an Straßennebenflächen außerorts die Verwendung von gebietseigenen Herkünften, das heißt von gebietseigenem Saatgut und gebietseigenen Gehölzen, verpflichtend.

## Anlage und Pflege
Das Begleitgrün muss in regelmäßigen Abständen zurückgeschnitten und gepflegt werden, damit keine Gefahren für den Verkehr ausgehen (Verkehrssicherungspflicht). Bei der Anlage und Auswahl von Straßenbegleitgrün sind besondere Vorgaben zu beachten. So ist beispielsweise auf Mittelstreifen das Straßenbegleitgrün so anzulegen, dass es nicht als potentielle Nahrungsquelle für Tiere dient. Zudem ist darauf zu achten, dass in Kurven die Sicht der Fahrer nicht eingeschränkt wird, da sonst die Gefahr besteht, dass Hindernisse auf der Fahrbahn oder ein Stauende zu spät erkannt werden.
In der Schweiz wird seit 2008 auf Buschwerk bei Mittelstreifen verzichtet. Abgesehen von Kosteneinsparungen wird dies damit begründet, dass dank besserer Scheinwerfer ein derartiger Blendschutz nicht mehr notwendig sei und die Pflege des Buschwerks durch den zunehmenden Verkehr gefährlicher geworden ist. Umgesetzt wird das Vorhaben bei geplanten Sanierungen solcher Straßenabschnitte.

## Aufgaben
Das Straßenbegleitgrün erfüllt im Allgemeinen folgende Aufgaben:
- Straßenbegleitgrün leistet einen positiven Beitrag zur Verkehrssicherheit, da es als Blendschutz (so genannte Blendschutzpflanzung) dient und dem Verkehrsteilnehmer eine optische Führung (beispielsweise als „Riegelbepflanzung“) bieten kann. Des Weiteren dient es den Anwohnern als Sicht- bzw. Lärmschutz und zur Reduzierung der Einwirkung aus Wind und Schnee (Schneeverwehung). Beim Abkommen von der Fahrbahn kann es als Auffangschutz dienen.

- Im Sinne der Ingenieurbiologie übernimmt Straßenbegleitgrün die Befestigung von Böschungsflächen und verhindert so deren Erosion.

- Mit Hilfe von Straßenbegleitgrün gelingt es, den Straßenraum ansprechend zu gestalten (Straßenraumgestaltung) und die Straße in die Landschaft einzubinden (Landschaftsgestaltung).

- Grün- und Gehölzflächen schaffen Lebensräume für Tiere und Pflanzen und tragen zur Erstellung eines Biotopverbundes bei (Landschaftsökologie).